# Márcio Faraco
 (février 2022).
Si vous disposez d'ouvrages ou d'articles de référence ou si vous connaissez des sites web de qualité traitant du thème abordé ici, merci de compléter l'article en donnant les références utiles à sa vérifiabilité et en les liant à la section « Notes et références ».
Márcio Faraco est un chanteur, guitariste et compositeur brésilien, né le 13 avril 1963 à Alegrete (Brésil) et expatrié en France depuis les années 1990.
Il sort son premier CD, Ciranda, en 2000 en France. Loué par la critique internationale et par le public, son premier album solo est vendu à plus de 60 000 exemplaires dans différents pays. La tournée de cet album en Europe, aux États-Unis et au Canada reçoit un accueil chaleureux, et il est alors considéré comme l'un des compositeurs les plus créatifs de la musique populaire brésilienne.

## Biographie
Márcio Faraco commence à pratiquer la musique très jeune : il joue de la guitare depuis l'âge de 10 ans et compose depuis ses 17 ans. Il crée un groupe de rock à Brasilia au début des années 1980, puis s'installe à Rio de Janeiro en 1988, mettant fin aux études de droit qu'il suivait.
Son départ pour l'Europe en 1992 est imposé par les difficultés rencontrées à se faire entendre dans son pays et comme un défi à la réalisation de ces projets. Durant ses premières années en Europe, Faraco gagne sa vie en jouant ses propres interprétations tirées du répertoire populaire de la musique brésilienne, sans toutefois abandonner ses compositions personnelles.[réf. nécessaire]
En 2000, il publie son premier album, Ciranda, chez EmArcy, dans un style bossa nova. Outre la participation de Wagner Tiso, arrangeur brésilien, l'album voit également celle de l'un des plus grands noms de la musique populaire brésilienne, Chico Buarque.
Il participe notamment au Festival international de jazz de Montréal, au Nice Jazz Festival, au San Francisco Jazz Festival et au Saratoga Jazz. Il joue entre autres au Blue Note, à La Cigale, à l'Élysée Montmartre, à l'Olympia et au Trianon.

## Discographie

### Albums
- 1994 : Brasil Pass (indépendant)
- 2000 : Ciranda (Universal Jazz France)[5]
- 2002 : Interior (Universal Jazz France)
- 2005 : Com tradição (Universal Jazz France)
- 2007 : Invento (Le Chant du Monde)
- 2008 : Um Rio (Le Chant du Monde)
- 2011 : O Tempo (Le Chant du Monde)
- 2014 : Cajueiro (World Village)
- 2022 : L’Électricien de la Ville Lumière[6]

### Participations
- Eu sei que vou te amar / Je sais je vais t'aimer dans l'album Beleza Pura de Nana Caymmi (Som Livre)
- Who goes there dans l'album Darknees Out of Blue de Silje Nergaard (Universal Music)
- Sina dans l'album Couleur Café de Clémentine (Go Jazz)
- Foule sentimentale dans l'album Cœur vagabond de Bïa (Audiogram-Canada)
- But Not For Me dans l'album Chet Lives! de Joe Barbieri (Harmonia Mundi)
- Une chanson douce et Que reste-t-il de nos amours ? dans l'album Je les aime tous de Mathilde (Naïve)
- Tira Gosto, Hoje sou sertão et Samba pelo avesso dans l'album Samba pelo avesso de Caro Ferrer (Little Genius Entertainment)